# OR5I1
OR5I1 (англ. Olfactory receptor family 5 subfamily I member 1) – білок, який кодується однойменним геном, розташованим у людей на короткому плечі 11-ї хромосоми. Довжина поліпептидного ланцюга білка становить 314 амінокислот, а молекулярна маса — 36 049.
| 10         |  | 20         |  | 30         |  | 40         |  | 50         |
| ---------- |  | ---------- |  | ---------- |  | ---------- |  | ---------- |
| MEFTDRNYTL |  | VTEFILLGFP |  | TRPELQIVLF |  | LMFLTLYAII |  | LIGNIGLMLL |
| IRIDPHLQTP |  | MYFFLSNLSF |  | VDLCYFSDIV |  | PKMLVNFLSE |  | NKSISYYGCA |
| LQFYFFCTFA |  | DTESFILAAM |  | AYDRYVAICN |  | PLLYTVVMSR |  | GICMRLIVLS |
| YLGGNMSSLV |  | HTSFAFILKY |  | CDKNVINHFF |  | CDLPPLLKLS |  | CTDTTINEWL |
| LSTYGSSVEI |  | ICFIIIIISY |  | FFILLSVLKI |  | RSFSGRKKTF |  | STCASHLTSV |
| TIYQGTLLFI |  | YSRPSYLYSP |  | NTDKIISVFY |  | TIFIPVLNPL |  | IYSLRNKDVK |
| DAAEKVLRSK |  | VDSS       |  |            |  |            |  |            |

A: Аланін

C: Цистеїн

D: Аспарагінова кислота

E: Глутамінова кислота

F: Фенілаланін

G: Гліцин

H: Гістидин

I: Ізолейцин

K: Лізин

L: Лейцин

M: Метіонін

N: Аспарагін

P: Пролін

Q: Глутамін

R: Аргінін

S: Серин

T: Треонін

V: Валін

W: Триптофан

Кодований геном білок за функціями належить до рецепторів, g-білокспряжених рецепторів, білків внутрішньоклітинного сигналінгу. 
Локалізований у клітинній мембрані, мембрані.